# Graeme Reid (activiste)
 (août 2025).
Motif : Existe-t-il des sources centrées d'envergure nationale sur cet universitaire ? Ou sur ses publications ? Rien ne ressort de l'article ou des interwikis pour cette #traduction
- Archive Wikiwix
- Bing
- Cairn
- DuckDuckGo
- E. Universalis
- Gallica
- Google
- G. Books
- G. News
- G. Scholar
- Persée
- Qwant
- (zh) Baidu
- (ru) Yandex
- (wd) trouver des œuvres sur Wikidata

| 1. | Préciser le motif de la pose du bandeau. | Précisez le motif de la pose du bandeau en utilisant la syntaxe suivante : {{admissibilité à vérifier\|date=août 2025\|motif=remplacez ce texte par le motif}}                               |
| 2. | Informer les utilisateurs concernés.     | Pensez à avertir le créateur de l'article, par exemple, en insérant le code ci-dessous sur sa page de discussion : {{subst:avertissement admissibilité à vérifier\|Graeme Reid (activiste)}} |

Graeme Reid est un universitaire sud-africain et militant des droits LGBT.  

## Biographie
Il est expert indépendant des Nations Unies sur la protection contre la violence et la discrimination fondées sur l'orientation sexuelle et l' identité de genre (ONU SOGI),. En 2011, il rejoint la Human Rights Watch après avoir été directeur fondateur des Archives gays et lesbiennes d’Afrique du Sud, chercheur à l’Institut Wits pour la recherche sociale et économique et chargé de cours en études lesbiennes, gays, bisexuelles et transgenres à l’Université Yale .

## Publications
- (en) « Above the Skyline: Reverend Tsietsi Thandekiso and the founding of an African gay church. Pretoria: UNISA Press », ResearchGate,‎ 2010, p. 212 (ISBN 9781868888801, lire en ligne  [PDF])[4]
- (en) Real Gay: Gay Identities in small-town South Africa, South Africa, University of KwaZulu-Natal Press, 2013, 306 p. (ISBN 9781869142438, présentation en ligne)[5]